# Live after all
Live after all is het eerste livealbum van de Finnen van Overhead. Het muziekalbum werd opgenomen in And we’re not here after all te Katowice. Dat was een dag nadat Shadowland daar hun album Edge of Night had opgenomen. 

## Musici
- Alex Keskitalo – zang en dwarsfluit
- Jaakko Kettunen – gitaar
- Janne Pylkkönen – basgitaar
- Tarmo Simonen – toetsinstrumenten
- Ville Sjöblom – slagwerk

## Muziek
Het album verscheen zowel op compact disc als op dvd

| Nr. | Titel                                                       | Duur  |
| --- | ----------------------------------------------------------- | ----- |
| 1.  | Metaepitome                                                 | 19:19 |
| 2.  | Time Can Stay                                               | 8:45  |
| 3.  | Butterfly’s Cry                                             | 7:46  |
| 4.  | A Method …                                                  | 4:30  |
| 5.  | … to the Madness                                            | 5:35  |
| 6.  | A Captain on the Shore                                      | 10:22 |
| 7.  | Entropy                                                     | 8:03  |
| 8.  | Dawn                                                        | 15:07 |
| 9.  | 21st Century Schizoid Man en bonusmateriaal (alleen op dvd) |       |

## Hoes
Op de hoes staat Keskitalo afgebeeld als Ian Anderson van Jethro Tull.
- Hoes op Progarchives